# En rucklares väg

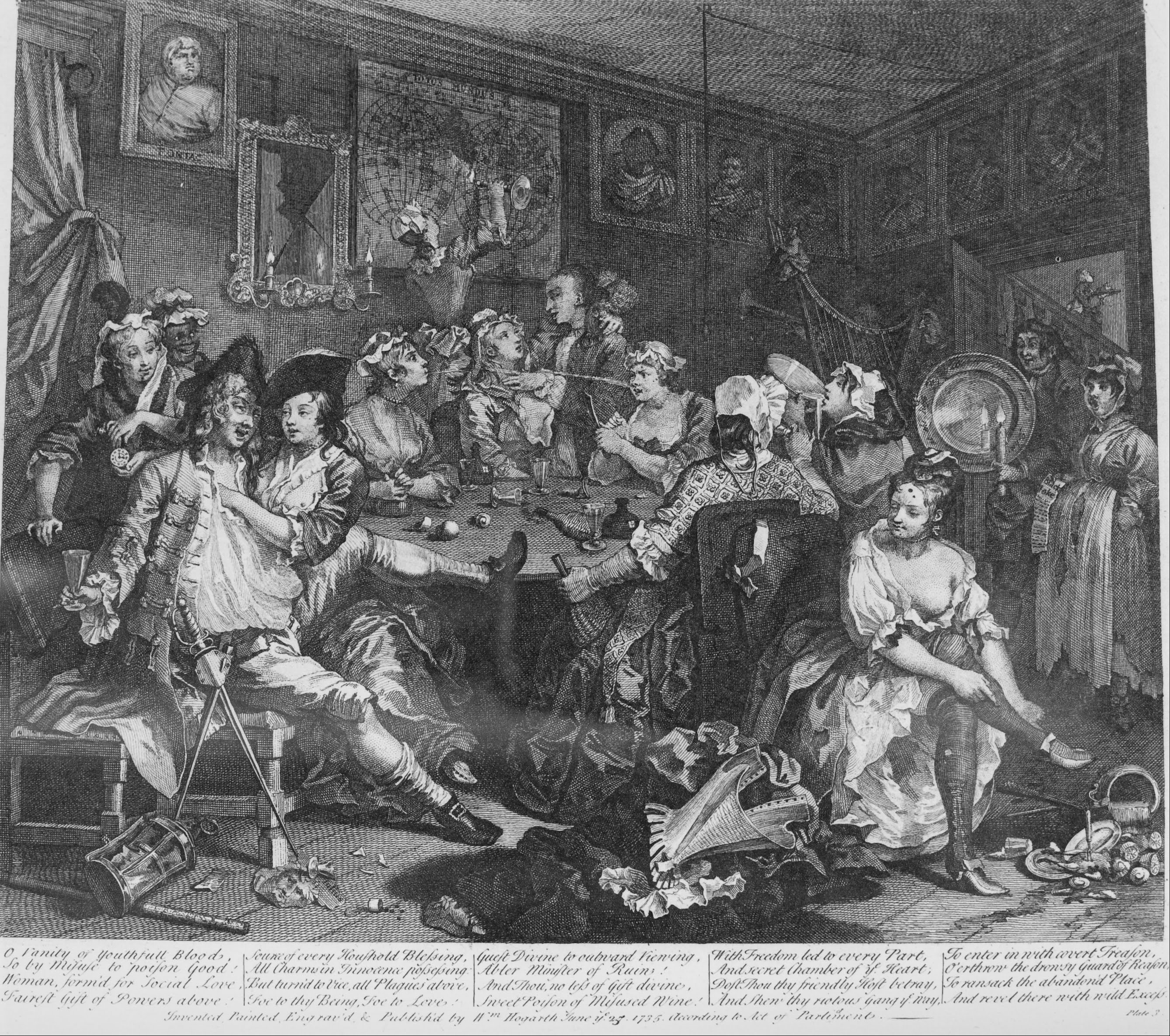
Gravyr av scen tre Orgien (1734–1735). Gravyrerna är spegelvända jämfört med förlagorna, det vill säga oljemålningarna. Storlek: 35 x 40,4 cm.

En rucklares väg (engelska: A Rake's progress) är en serie om åtta oljemålningar av den engelske konstnären William Hogarth. Den målades 1732–1734 och ingår sedan 1802 i Sir John Soane's Museums samlingar i London. Målningarna utgjorde förlagor till gravyrer utförda av konstnären själv 1734–1735. Bildserien skildrar den fiktiva arvtagaren Tom Rakewells färd från rikedom och lyxliv till armod och galenskap.  

## Bakgrund
Hogarth verkade i upplysningens anda med sina samhällskritiska bilder där han gisslade samhällets brist på moral ("moral pictures"). Hans satiriska målningar fick dock inget erkännande; fortfarande rådde uppfattningen att bilder som visade samhället som det var inte var bra eller värdig konst. Desto populärare blev emellertid gravyrerna som Hogarth själv gjorde efter sina målningar. Priserna var lägre och han nådde inte bara en större publik, utan en som hade helt andra konstpreferenser än det vanliga konstköpande klientelet. 

## Bildserien

### Bild I och II
I berättelsens inledning har protagonisten Tom Rakewells fader, en rik köpman, nyligen avlidit. Den första bilden, Arvtagaren (engelska: The Heir), visar hur Rakewell får sina mått tagna för en ny kostym. I dörren står hans mor och gravida fästmö, Sarah Young, och gråter, till skillnad från Rakewell sörjer de fadern. Den andra bildens titel, Lever (The Levée), refererar till de furstliga morgonmottagningar där hovfolk och tjänare passade upp en furste – ett liknande hov omger nu Rakewell på grund av hans slöseri och lyxliv.   

### Bild III: Orgien eller Bordellscenen
Den tredje bilden är den mest kända och benämns Orgien eller Bordellscenen (engelska: The Orgy, Tavern Scene) och skildrar början till Rakewells väg utför. Den avbildar en uppsluppen scen på den kombinerade bordellen och restaurangen Rose Tavern på Drury Lane i Covent Garden i London klockan tre på morgonen. Rakewell, med en värja vid sin sida, sitter berusad på en stol omgiven av glädjeflickor. Han har den ena foten på bordet. Bredvid honom finns en nattvakts stav och lykta, som han tilltvingat sig under sitt nattliga strövtåg på gatorna. Två av kvinnorna är på väg att lägga beslag på hans ur. I dörröppningen gör en kvinnlig gatusångare ett framträdande. En strippa sitter i förgrunden och klär av sig för att naken dansa på bordet på en tennbricka, som en betjänt håller på att bära in i rummet. På en av väggarna hänger en världskarta och inramade tryck över bland andra de romerska kejsarna Augustus, Titus, Otho, Vitellius och Vespasianus. Med undantag för porträttet av Nero, är alla av dessa vandaliserade.   

### Bild IV–VIII
I den fjärde scenen har Rakewells slösaktiga leverne skuldsatt honom till den grad att hans borgenärer begär att han ska arresteras. Han räddas i sista stund av den alltjämt trogna Sarah Young som betalar hans skulder. I den femte scenen försöker Rakewell lösa sina finansiella problem genom att gifta sig med en rik äldre dam. I bakgrunden uppstår tumult när Sarah Young med mor och barn träder in. I den sjätte bilden befinner han sig på White's kasino i Soho. Slutligen hamnar han i fängelset Fleet Prison (bild 7) och på mentalsjukhuset Bethlem Royal Hospital (bild 8), eller Bedlam som det också kallades. Till och med där är Sarah Young honom trogen, men blir åter avvisad. 

## Proveniens
Konstnärens lyckades inledningsvis inte sälja de åtta målningarna som var kvar i hans ägo till 1745 då de inköptes av William Beckford. År 1802 såldes de vidare på en auktion på Christie's för 570 guineas till John Soane. De hängde sedan i paret Soanes herrgård Pitzhanger Manor i Ealing, och från 1810 i Soanes stadshus i Lincoln's Inn Fields i London. Målningarna i serien finns i tavelgalleriet i stadsbostaden, nu omvandlad till Sir John Soane's Museum.

## Opera
Hogarths bildsvit har använts som underlag till den engelska operan Rucklarens väg (engelska: The Rake's Progress), med libretto av W.H. Auden och Chester Kallman och med musik av Igor Stravinskij. Stravinskij hade uppmärksammat William Hogarths bilder på en utställning i Chicago 1947, och fick då idén till att skriva en opera på temat.

## Galleri

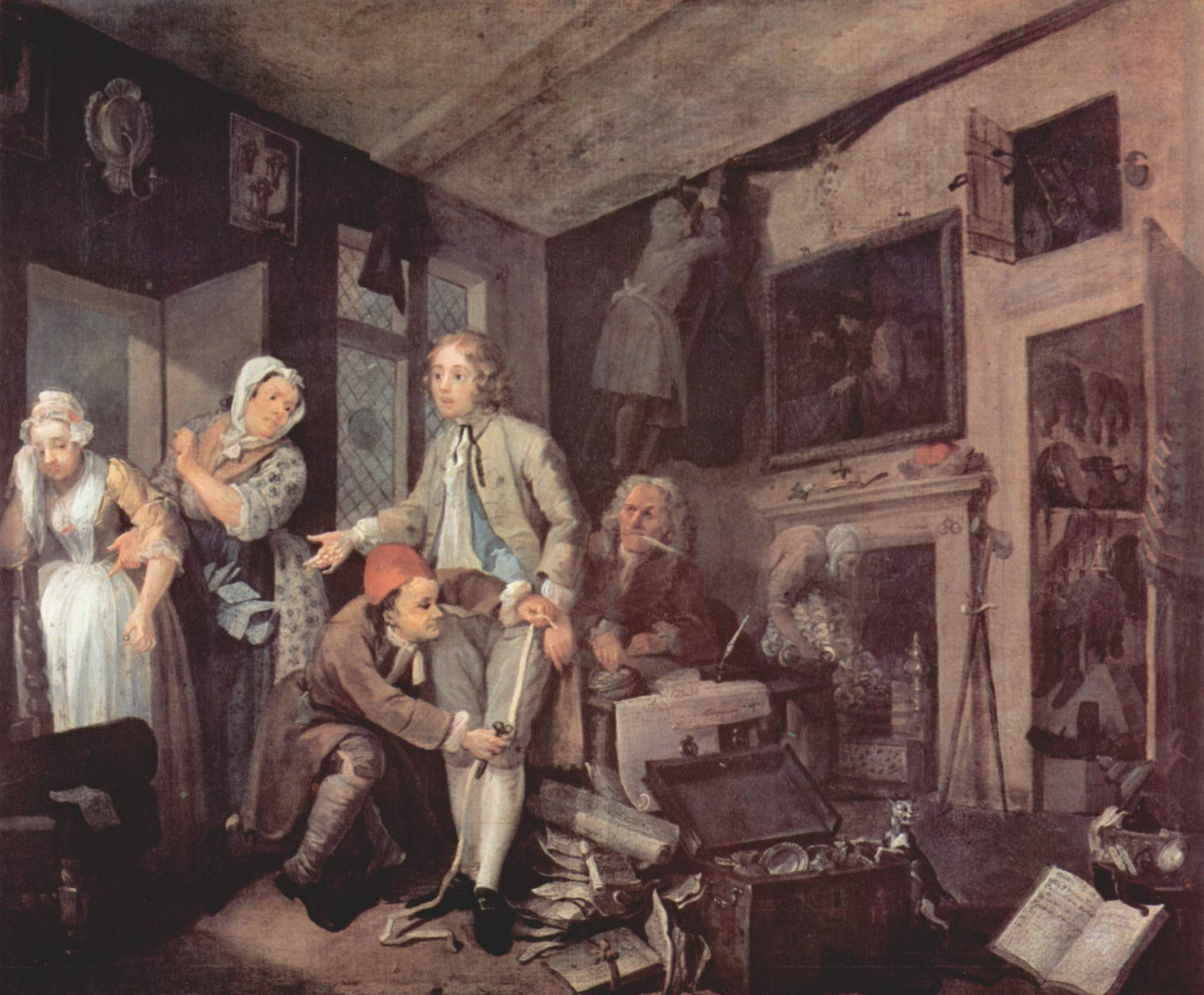
Del 1: The Heir.
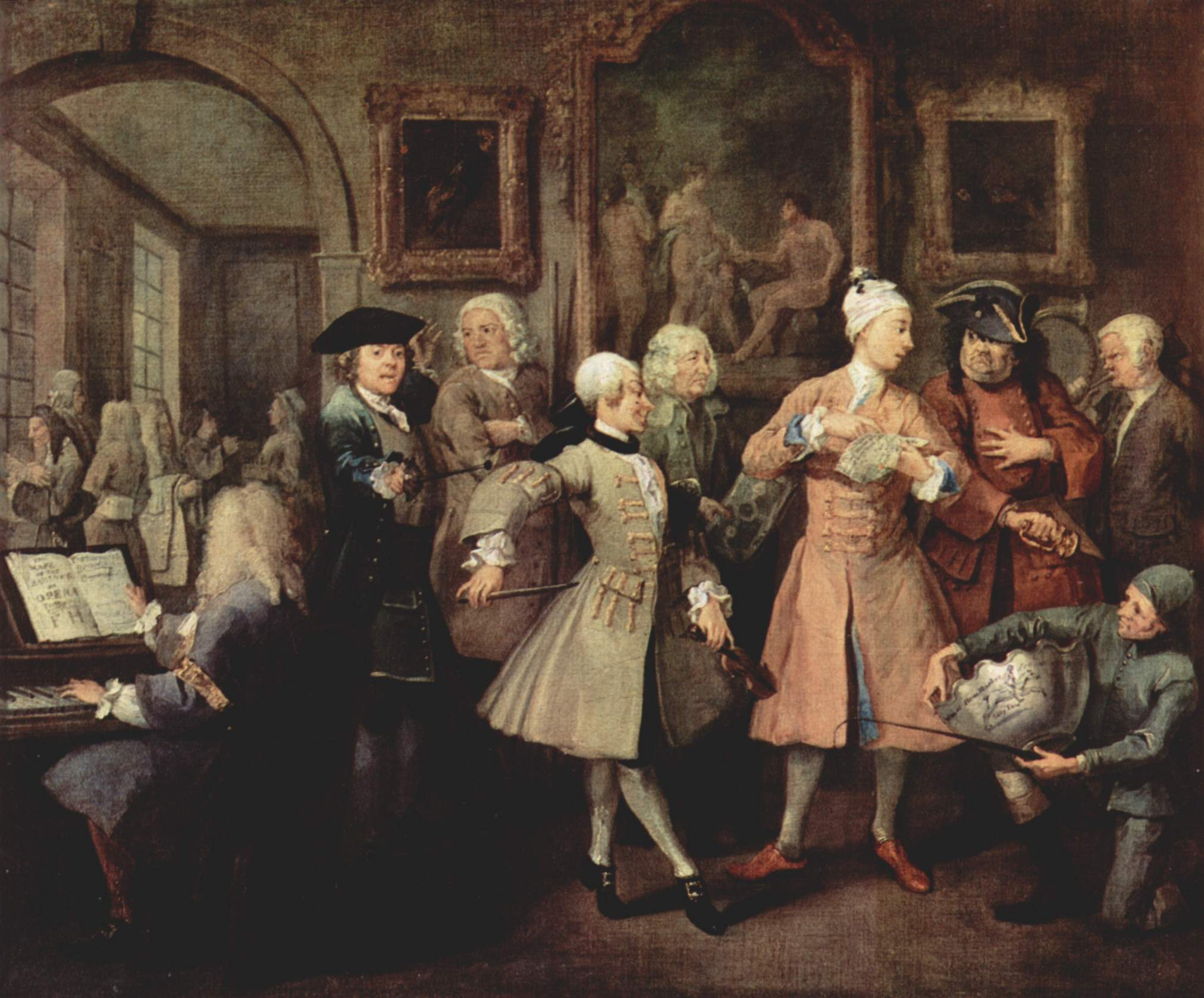
Del 2: The Levée.
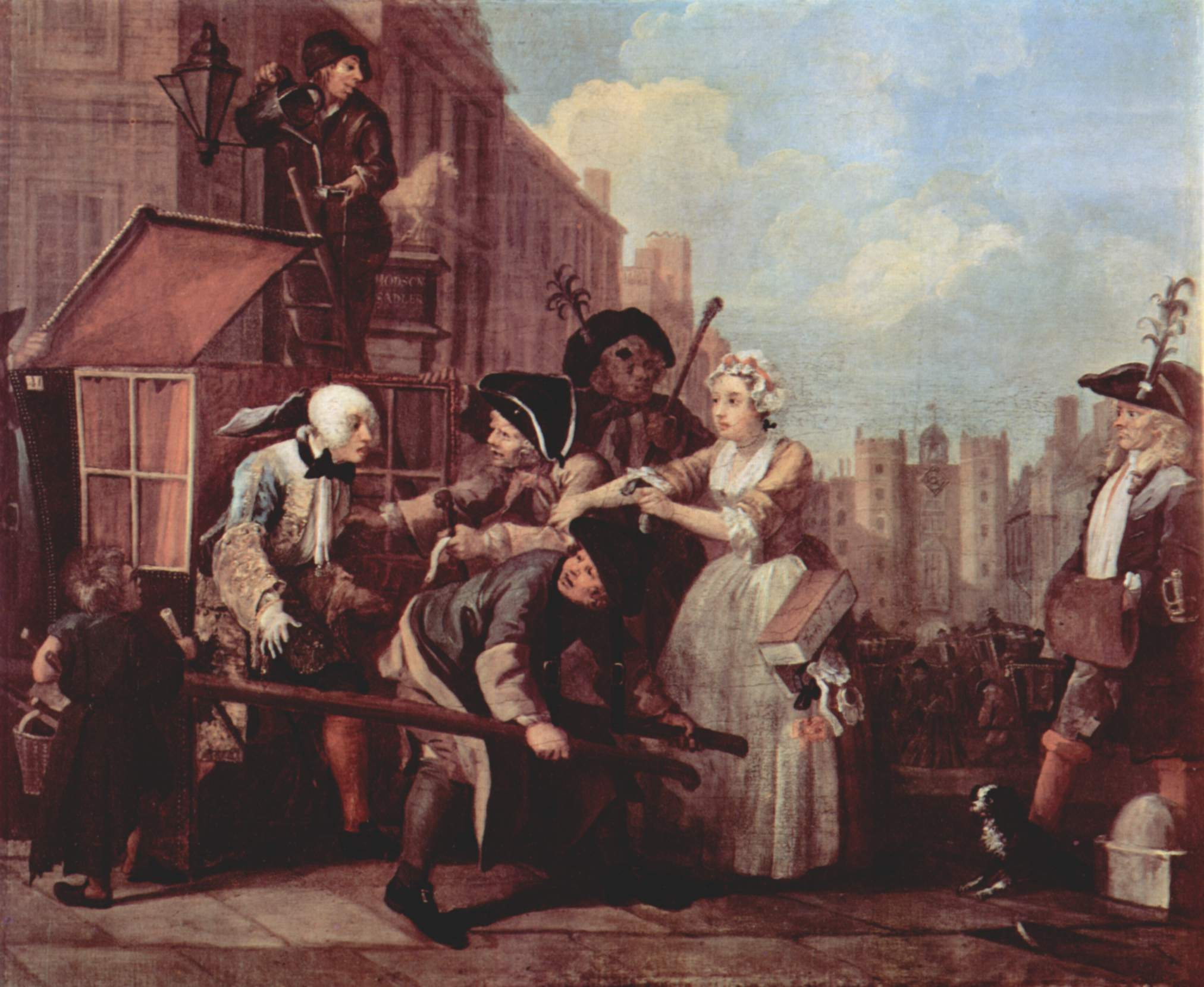
Del 4: The Arrest.
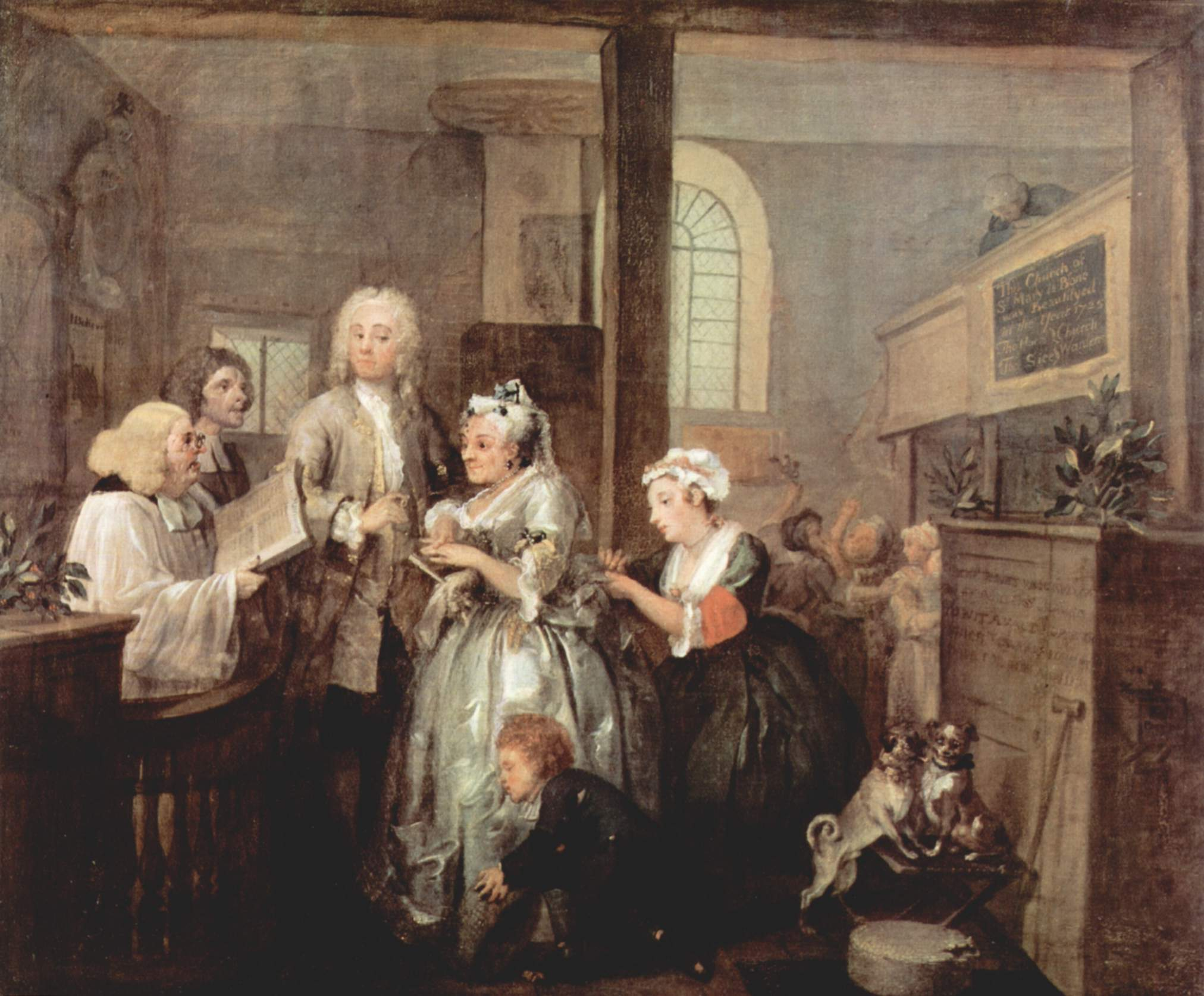
Del 5: The Marriage.
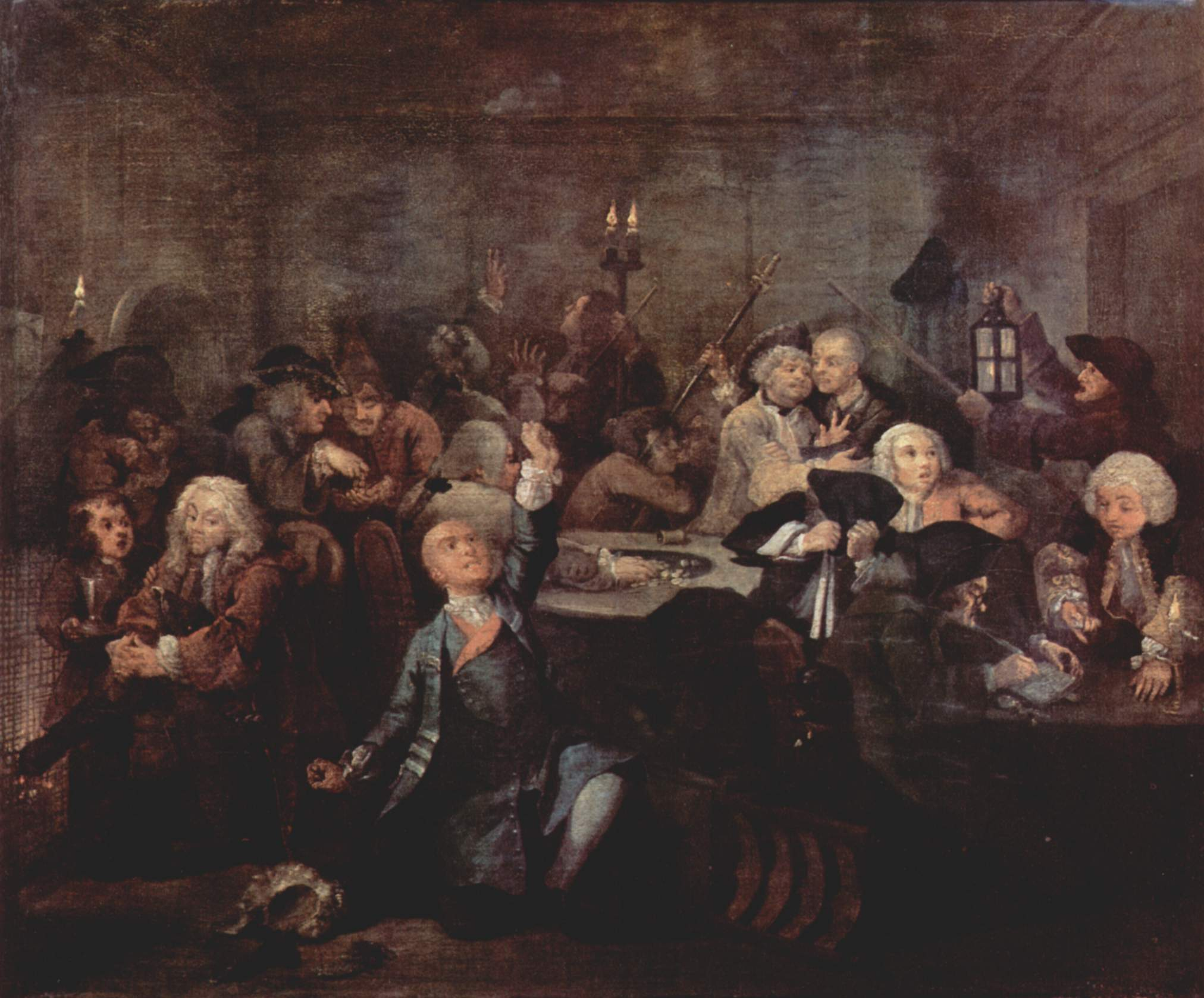
Del 6: The Gaming House.
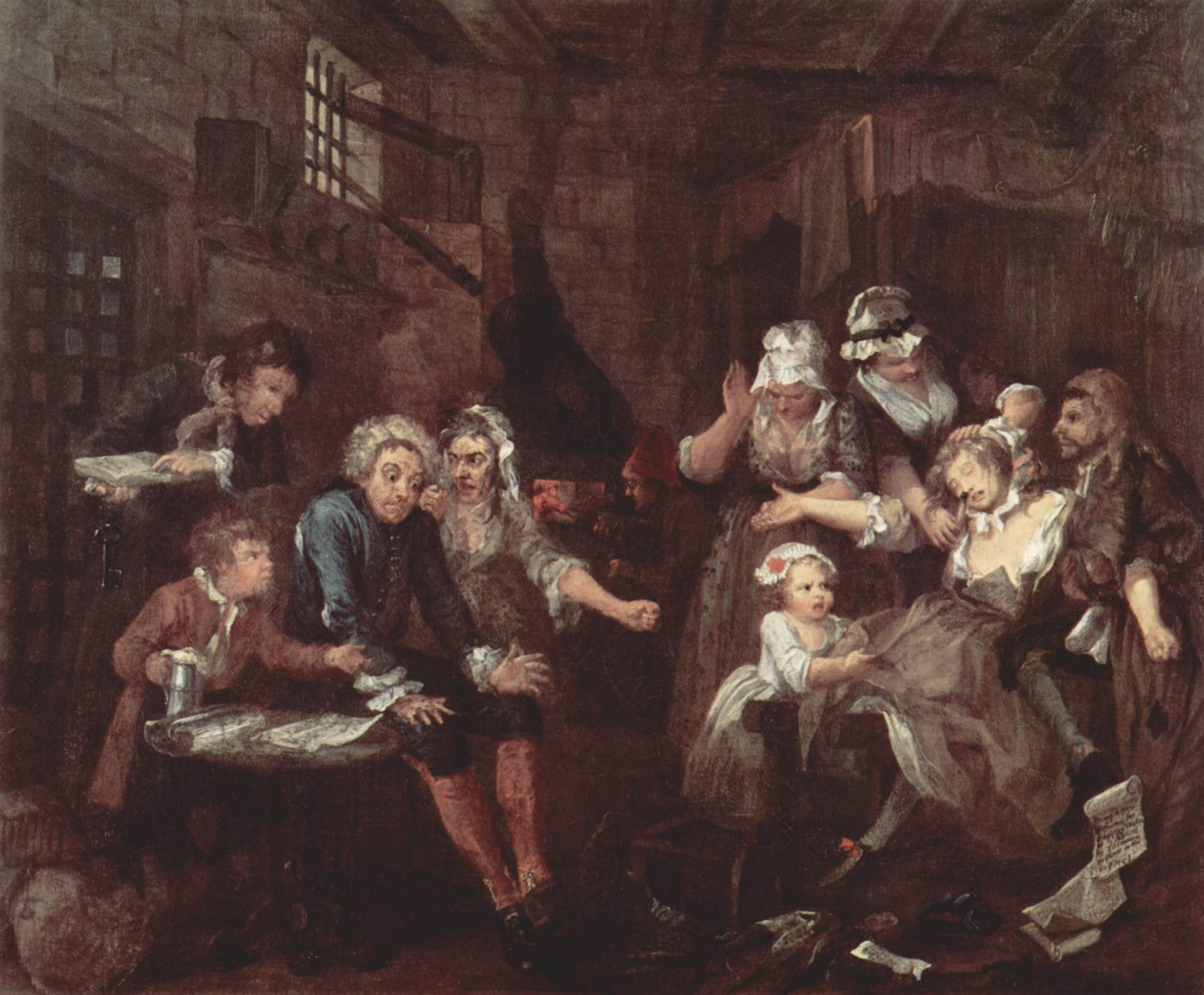
Del 7: The Prison.
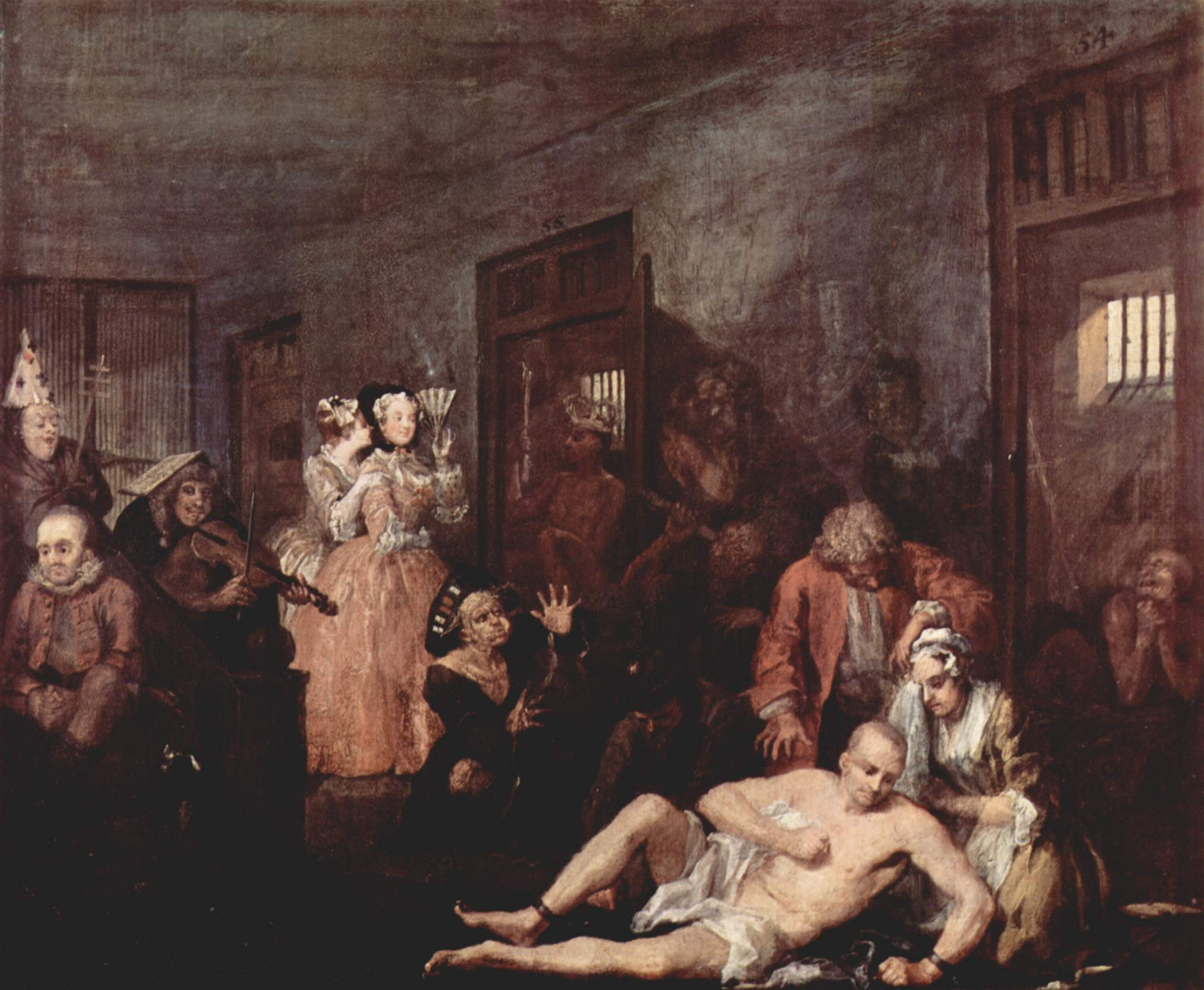
Del 8: The Madhouse.